# Sri Jaya Baru
Sri Jaya Baru is een bestuurslaag in het regentschap Ogan Komering Ilir van de provincie Zuid-Sumatra, Indonesië. Sri Jaya Baru telt 1778 inwoners (volkstelling 2010).